# Уиллкокс Смит, Джесси
Джесси Уиллкокс Смит (6 сентября 1863 — 3 мая 1935) — американская художница и иллюстратор.

## Биография
Джесси Уиллкокс Смит родилась в 1863 году. Была младшей дочерью инвестиционного брокера. В 1883 году работала учительницей в детском саду. В 1884 году поступила в Филадельфийскую школу дизайна для женщин, а в 1885 году — в Пенсильванскую академию изящных искусств, где была ученицей Томаса Икинса и Томаса Аншутца. В 1888 году Смит окончила Пенсильванскую академию и получила должность в рекламном отделе первого женского журнала Ladies 'Home Journal. В 1894 году начала учиться в классе Говарда Пайла в Университете Дрекселя. Во время учебы в университете познакомилась с художницами Элизабет Шиппен и Вайолет Окли, с которыми дружила всю жизнь.
Работы Смит публиковались в Scribner’s, Harper’s Bazaar, Harper’s Weekly и St. Nicholas Magazine. Выставлялась в Пенсильванской академии искусств, где получила премию Мэри Смит. Была членом Plastic Club.
В 1911 году вышла замуж за Хьюгера Эллиотта.
В 1933 году отправилась в тур по Европе, во время поездки её здоровье ухудшилось. Смит умерла в своём доме в 1935 году.
Работы художницы хранятся в Художественном музее Делавэра, Свободной библиотеке Филадельфии, Нью-Йоркской публичной библиотеке, Пенсильванской академии изящных искусств, Художественном музее Филадельфии, Библиотеке Конгресса, Художественном музее Мичиганского университета.